# Jouillat
Jouillat ist eine französische Gemeinde mit 383 Einwohnern (Stand 1. Januar 2022) im Département Creuse in der Region Nouvelle-Aquitaine. Sie gehört zum Arrondissement Guéret und zum Kanton Saint-Vaury.

## Geografie
Die Gemeinde Jouillat liegt im Norden des Zentralmassivs, zwölf Kilometer nördlich von Guéret. Sie grenzt im Norden an Bonnat, im Osten an Roches, im Süden an Glénic, im Südwesten an Anzême und im Westen an Champsanglard. Die Bewohner nennen sich Jouillatois.

## Bevölkerungsentwicklung
| Jahr                       | 1962 | 1968 | 1975 | 1982 | 1990 | 1999 | 2008 | 2012 | 2019 |
| Einwohner                  | 502  | 463  | 400  | 395  | 361  | 402  | 469  | 443  | 387  |
| Quellen: Cassini und INSEE |      |      |      |      |      |      |      |      |      |

## Sehenswürdigkeiten
- Schloss von Jouillat, ein Monument historique
- Kirche Saint-Martial, ebenfalls ein Monument historique

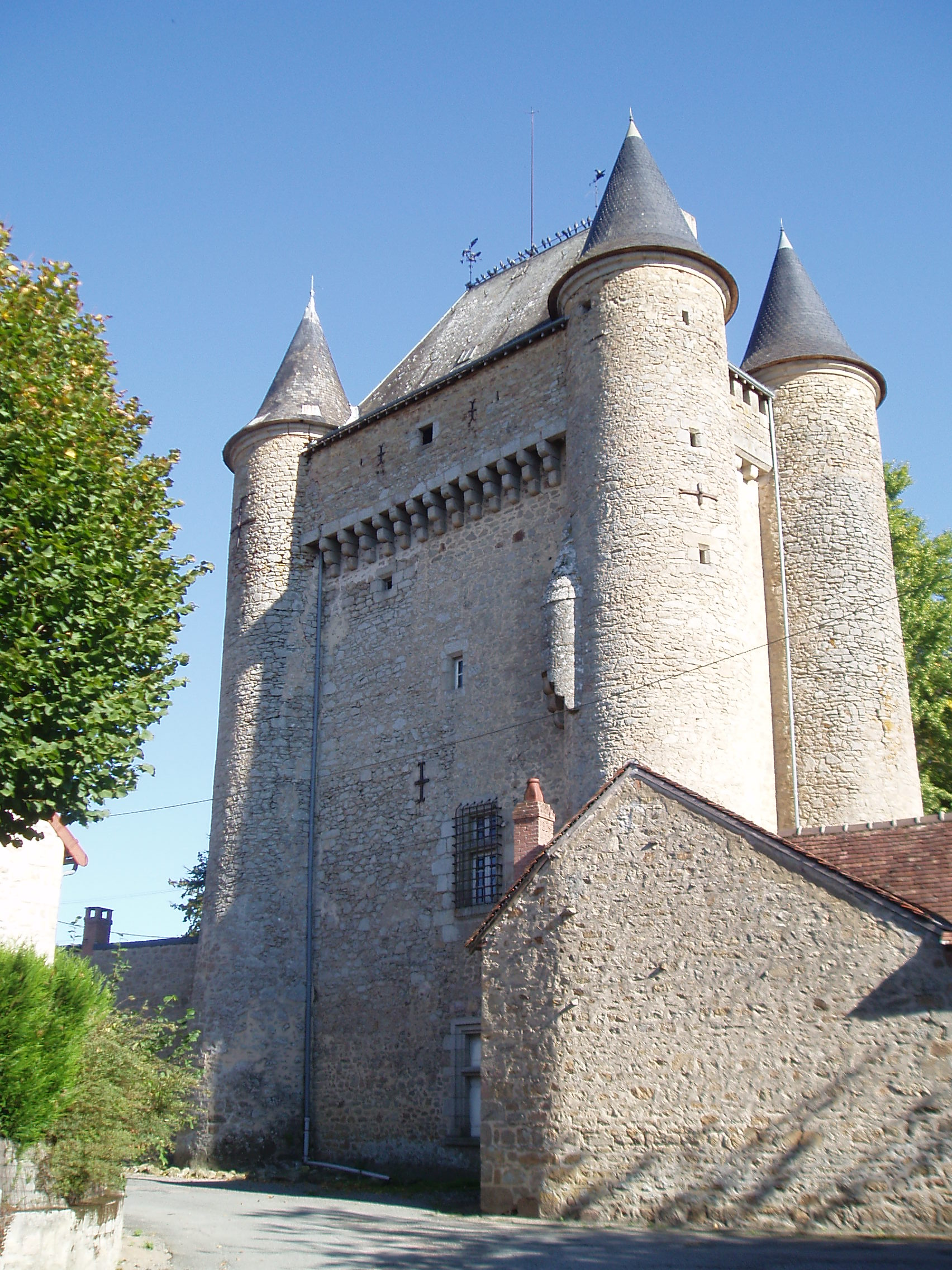
Schloss von Jouillat
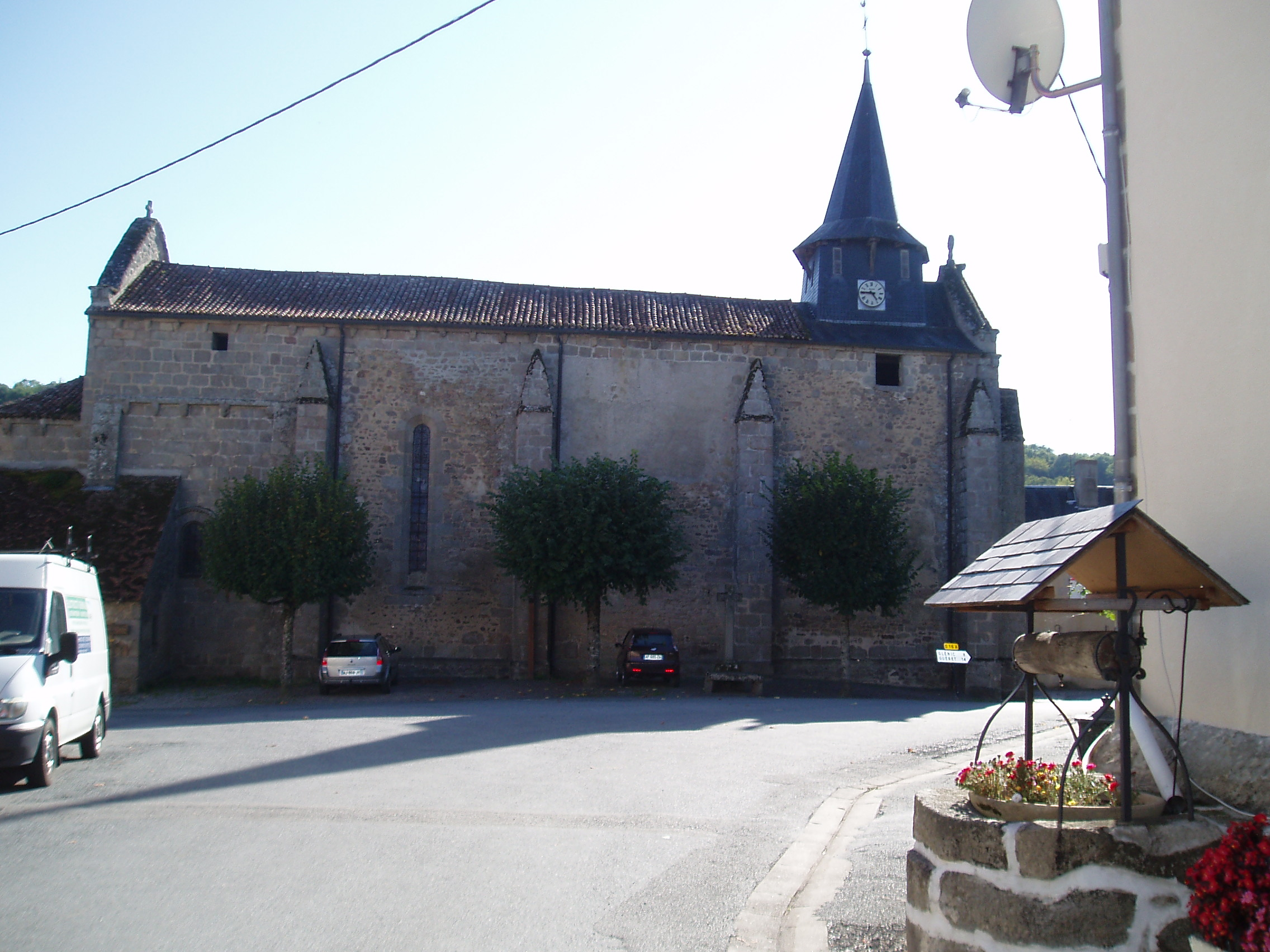
Kirche Saint-Martial